# Dasyhelea salta
Dasyhelea salta är en tvåvingeart som beskrevs av Meillon och Downes 1986. Dasyhelea salta ingår i släktet Dasyhelea och familjen svidknott. Inga underarter finns listade i Catalogue of Life.